# 井上凛
井上 凛（いのうえ りん、1959年11月28日 - ）は、日本の小説家、元アナウンサー。

## 人物
三重県出身。中央大学経済学部卒業。夫はタレントのきくち教児。
2006年、短編「オルゴールメリーの残像」で第4回北区 内田康夫ミステリー文学賞浅見光彦賞を受賞した。この作品は『月刊ジェイ・ノベル』（実業之日本社）4月号に掲載され、翌年、同作を含む短編集『オルゴールメリーの残像』を文藝書房より刊行した。
ほかに、俳優の柳楽優弥原案で、執筆を担当した小説『止まない雨』などがある。
作家として活動する以前には、井上池鶴の名で『とびっきりNiGHT』（東海ラジオ）、『決定!全日本歌謡選抜』（東海ラジオ）などラジオパーソナリティーやテレビ局アナウンサーとして活動していた。

## 作品リスト
単行本
- オルゴールメリーの残像 （2007年11月、文藝書房） - 解説：森村誠一
- 止まない雨 （原案・作 柳楽優弥、執筆協力 井上凛／2008年11月、SDP）

WEB連載
- メルシー・ボク （2008年、STARDUST press web SD Novel）[4]